# ديف فيلتون
ديف فيلتون (بالإنجليزية: Dave Felton)‏ هو عازف قيثارة وموسيقي أمريكي، ولد في 1967.